# Temnothorax mauritanicus
Temnothorax mauritanicus is een mierensoort uit de onderfamilie van de Myrmicinae. De wetenschappelijke naam van de soort is voor het eerst geldig gepubliceerd in 1909 door Santschi.